# Cô thủ môn tội nghiệp
Cô thủ môn tội nghiệp là bộ phim video thể loại thể thao - lãng man của Việt Nam ra mắt năm 1990 do Phương Nam Film sản xuất, Trần Cảnh Đôn đạo diễn, Hồng Ngân và Thanh Tâm viết kịch bản. Với diễn xuất của Thanh Mai, Lê Công Tuấn Anh, Lê Tuấn Anh, Hồng Vân, Hồng Đào.

## Nội dung
Hiền là một nữ sinh yêu thích bóng đá với vị trí thủ môn sở trường, cô được anh công tử bột tên Công theo đuổi và thường theo sát thái quá. Hiền đăng ký vào đội bóng Đại Dương, có kỹ năng tốt nên cô được huấn luyện viên Tuấn cho gia nhập đội thay thế thủ môn cũ là Tiểu Mai. Hiền được Tuấn đưa đón chu đáo khiến Công và Tiểu Mai lên cơn ghen. Công đưa Hiền về ra mắt cha mẹ nhưng bị mẹ Công ngăn cấm vì không thích phụ nữ mặc quần đùi trước mặt hàng nghìn người như Hiền.
Tiểu Mai tìm đến nhà mách mẹ Hiền rằng cô và Tuấn bị Hiền xen ngang khiến Hiền bị cấm đá bóng. Hiền lúc này nhận được thư tuyệt mệnh của Công nên đi tìm thì phát hiện chỉ là trò đùa mà Công thử lòng cô. Tình cảm của hai người tiến triển nhanh chỉ trong ít ngày và họ cũng chuẩn bị kế hoạch kết hôn, Hiền dự định sẽ từ bỏ bóng đá. Khi biết Hiền sẽ bỏ bóng đá để kết hôn, đội bóng Đại Dương kéo đến nhà Hiền và Công vận động cô quay lại nhưng không thành công. Tại nhà Công, Tuấn nhận ra cha anh và cha của Công (Bảy chọt) từng là cầu thủ của Tuyển bóng đá quốc gia Việt Nam Cộng hòa khi giành chức vô địch tại Seagame 1959.
Trong trận đấu quan trọng, đội bóng Đại Dương với thủ môn chính là Tiểu Mai phải đối mặt với khả năng thua đậm, Công đành đồng ý cho Hiền vào trận bắt thay. Đội bóng sau đó thắng ngược dù Hiền bị chấn thương. Chứng kiến Hiền thi đấu xuất sắc, mẹ của Công quyết định đẩy nhanh ngày cưới của Công và Hiền, bà cũng cho phép hiền tiếp tục theo đuổi bóng đá.

## Diễn viên
- Thanh Mai trong vai Hiền
- Lê Công Tuấn Anh trong vai Công
- Lê Tuấn Anh trong vai Tuấn
- Hồng Vân trong vai Tiểu Mai
- Hồng Đào trong vai Kiều Dung
- Việt Anh trong vai Bảy Chọt
- Thành Lộc trong vai Hữu
- Chung Vũ Thanh Uyên trong vai Uyên
- Thanh Vy[2] trong vai Má Công
- Thùy Liên trong vai Má Hiền

## Sản xuất
Đồng biên kịch của phim, đạo diễn Hồng Ngân là người đóng thế cho Thanh Mai trong một số cảnh phim.

## Đón nhận
Cô thủ môn tội nghiệp cùng với phim Em còn nhớ hay em đã quên chia nhau giải Bông sen bạc hạng mục Phim video tại Liên hoan phim Việt Nam lần thứ 10, Lê Công Tuấn Anh cũng giành được giải Nam diễn viên xuất sắc cùng hạng mục trong kỳ liên hoan phim này khi tham gia vào hai bộ video khác là Hiệp sĩ cuối cùng và Em còn nhớ hay em đã quên.
Với sự thành công của bộ phim, "Cô thủ môn tội nghiệp" cũng trở thành biệt danh thường dùng khi truyền thông và người hâm mộ nhắc đến diễn viên Thanh Mai.